# NatureWorks
NatureWorks LLC ist ein US-amerikanisches Unternehmen mit Hauptsitz in Minnetonka, Minnesota. Das Unternehmen befindet sich im Besitz der Unternehmensgruppe Cargill Incorporated und der thailändischen PTT Public Company Limited (PTT).
NatureWorks ist ein weltweit führendes Unternehmen für bio-basierte Kunststoffe auf Stärkebasis von Nachwachsenden Rohstoffen (Nawaro). Durch Fermentation entsteht Milchsäure, die zum Biopolymer Polylactide (PLA, Polymilchsäure) polymerisiert wird. NatureWorks vermarktet das Polylactide-Portfolio unter dem Markennamen Ingeo. Ihre Produktionsstätte ist in Blair, Nebraska.

## Geschichte
Im Konzern Cargill begannen 1989 bei NatureWorks die Forschungsarbeiten für den Gebrauch von Kohlenwasserstoffen aus Pflanzen, um daraus nützlichen und anwendungsfähigen Kunststoff zu erzeugen.
Im Jahre 2002 eröffnete NatureWorks mit der ersten weltweiten PLA-Fabrik seine Produktion in Blair, Nebraska. Sie ist mit einer Kapazität von 150.000 Tonnen/Jahr Biopolymer PLA Ingeo heute weltweit noch die größte PLA-Fabrik.
Cargill und das japanische Chemieunternehmen Teijin gingen 2007 ein Joint Venture ein, bei dem Teijin 50 % von NatureWorks übernahmen. Das Joint Venture wurde 2008 gelöst und Cargill übernahm wieder die vollen Eigentumsrechte.
Im Jahr 2011 investierte PTT Chemicals 150 Millionen Dollar für den Kauf von 50 % von NatureWorks.
NatureWorks hat Vertretungen in mehr als 10 Ländern. Sie verkaufen nach Nordamerika, Europa, Japan und nach Asien-Pazifik. Im Jahr 2013 verkaufte NatureWorks PLA-Ingeo für eine Milliarde Pfund (ca. 1,187 Milliarden €, Stand 2. Dezember 2016). Das aktuelle Wachstumsziel sind zwei Milliarden Pfund pro Jahr.
Die Anlage in Blair soll ab 2017 um 75.000 Tonnen/Jahr für Ingeo aus Mais erweitert werden.
Ab 2018 sind weitere Anlagen mit einer Produktionskapazität von je 75.000 Tonnen/Jahr in Europa für Ingeo aus Zuckerrüben und in Thailand in der Region Rayon für Ingeo aus Zuckerrohr geplant.

## Rohstoff
Als Rohstoff für PLA der 1. Generation werden zurzeit die C6-Zucker Dextrose und Sucrose aus Mais, Zuckerrohr, Zuckerrüben und Maniok (Mandioka) eingesetzt.
Die Entwicklung der Rohstoffe der 2. Generation geht hin zu cellulosehaltigem Rohmaterial wie Bagasse, Holzspänen, Rutenhirse oder Stroh.
Langfristig strebt man als Rohstoff der 3. Generation auch Methan CH4 und Kohlenstoffdioxid (CO2) an, um sie direkt für die Fermentation zu Milchsäure einzusetzen.
Eine langfristige Forschungspartnerschaft zwischen NatureWorks und Calysta wurde 2013 geschlossen, um durch Fermentation Methan als Rohstoff für Milchsäure zu nutzen. Der Bau der Laboranlage erfolgte 2014. Ab 2023 soll eine 75–150.000 Tonnen/Jahr Produktionsanlage für Ingeo aus Methan in Betrieb sein.

## Einsatzgebiete fürIngeo
Das Polylactid (Polymilchsäure)-Ingeo wird als biologisch abbaubarer Biokunststoff eingesetzt. Er findet Anwendung in zahlreichen Herstellungsprozessen und Industrieprodukten: in Produkten mit Kontakt zu Lebensmitteln (Transportbehälter, Trinkbecher, Einweggeschirr) und als Ersatz für Styrol (ABS); als Kunststofffolie (Mulchfolie, Klebefolie, Plastikkarte, Beschichtung für Laminat); in Fasern (Hygienetücher, Textilverbundstoff, Kleider); als Veredelungschemikalien (für Thermoformen, im Spritzguss, als Fluid für 3D-Druck); als (Haupt-)Bestandteil in Filament für FDM-Drucker; für Kunststoffgehäuse (Personal Computer, Laptop, Handy, Drucker, Bildschirm, Schreibstift) und als Packmittel (bedruckbare, feste Verpackung; Schaumstoff Verpackungsprodukte).